# Purmamarca

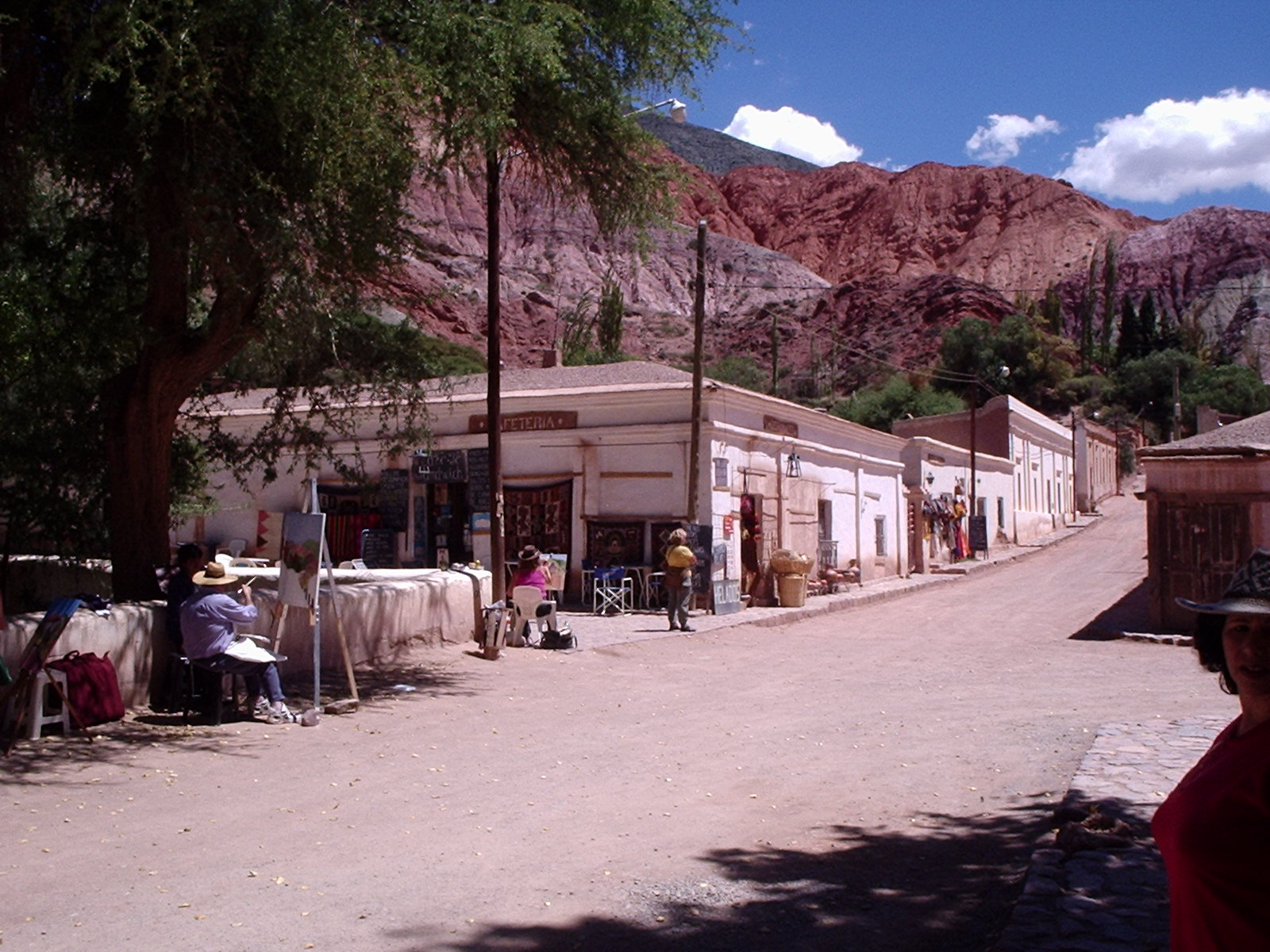
Vista de Purmamarca

Purmamarca és una localitat del departament de Tumbaya, en la província Argentina de Jujuy.

## Geografia
El poble de Purmamarca, (llengua Aimara "poble de la Terra Verge" i en quichua "poble del lleó") sobre la Ruta Provincial Nº 16, a 3 km a l'oest de la Ruta 9, a 65 km de San Salvador de Jujuy i a 22 km de Tilcara.
Potser és el més pintoresc i encantador poble de la trencada de Humahuaca encara que geogràficament pertanyi a altra trencada transversal homònima, envoltada per serres multicolors.
L'ampla Trencada de Purmamarca sembla una gran vall enfront del riu Gran. Són típics els cardones de l'ecosistema dels turons i donen una característica pròpia a la regió.

## Història
L'Església és de 1648, (bella llinda de la seva porta principal). Consagrada a Santa Rosa de Lima. La seva festa patronal se celebra el 30 d'agost, compte amb actes religiosos, sikuris, misachicos amb acompanyament de erkes i bombos.
Va Ser declarada Monument Històric Nacional en 1941, d'arquitectura senzilla, murs d'atovó, sostre de cardón i coca de fang, una nau única i estreta. En l'interior hi ha pintures de l'Escola Cuzqueña del s. XVIII, i objectes de valor artístic. Obre de dilluns a dissabtes de 8 a 12:30 i de 16 a 20. Diumenges 9 a 12 i de 18 a 21.

## Turisme
L'entorn de Purmamarca és bellíssim: turons policromos i el ric Purmamarca. La imponent bellesa dels turons "vermells" és un recorregut obligat per a tots.
Es realitza en vehicle, o a peu. S'ingressa des de l'entrada del poble, són 4 km i per a vianants, existeixen camins secundaris i tallades. La Fira Artesanal funciona en forma permanent. A poca distància cap a Susques, està el Jaciment Arqueològic de Huachichocana.
El culte als morts té una gran significancia entre els habitants dels pobles de la trencada. Visitar el cementiri és una trobada amb el passat i sensacions oposades en l'originalitat de les construccions en honor del difunt.